# Witkap Pater
Witkap Pater est une bière d'abbaye brassée en Belgique par la brasserie Slaghmuylder à Ninove. Elle est historiquement liée à l'abbaye trappiste de Westmalle.

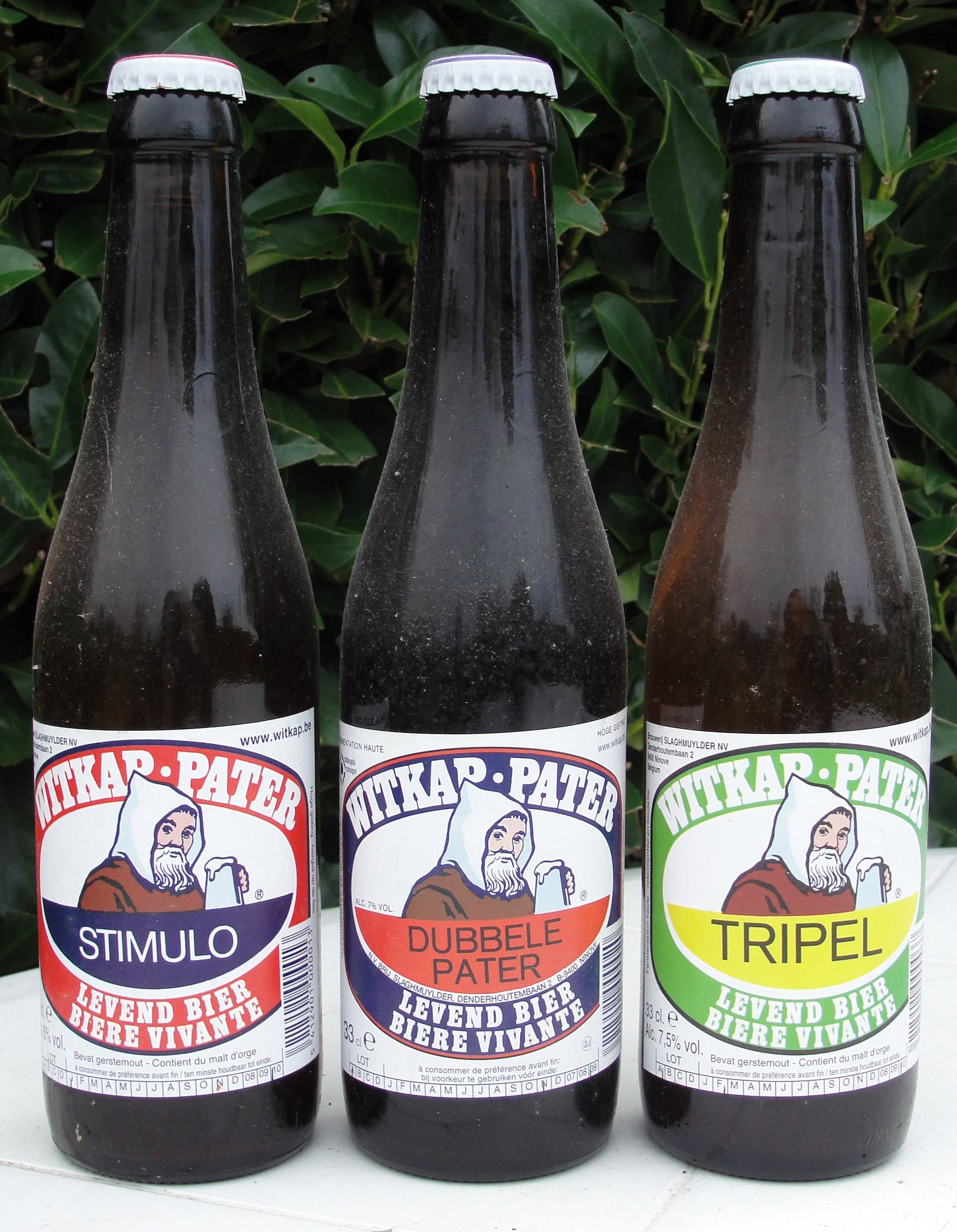
Witkap Pater Stimulo, Dubbel et Tripel

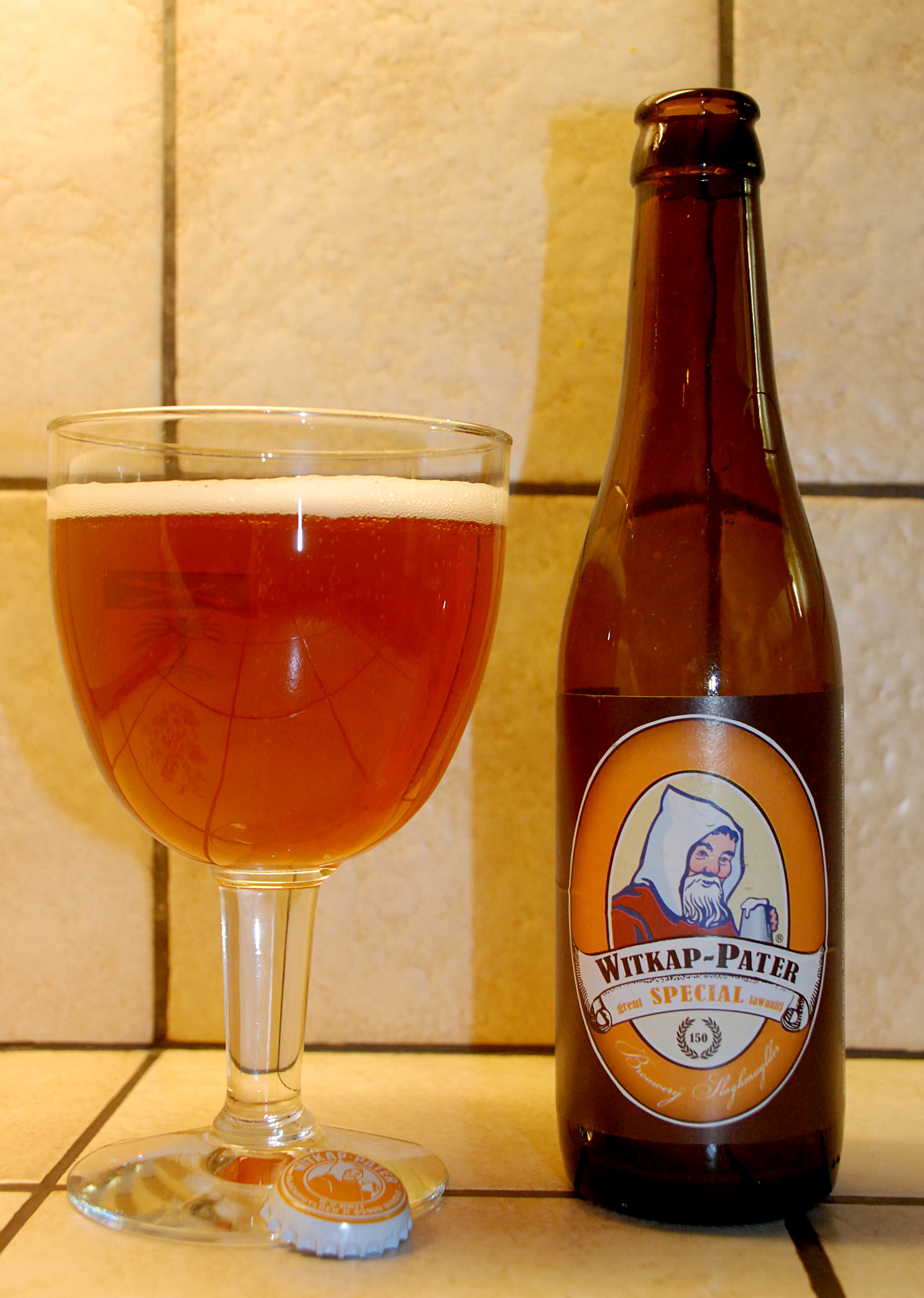
Witkap Pater Special

## Histoire
La bière Witkap Pater est brassée dès 1929 par Hendrik Verlinden, le maître brasseur de la brasserie De Drie Linden à Brasschaat dans la région d'Anvers. Witkap Pater qui signifie en néerlandais Père au chapeau blanc représente en réalité les capuchons blancs portés par les moines trappistes de l'abbaye de Westmalle pendant les services religieux. En 1932, Witkap Pater est enregistrée comme une marque de bière trappiste. En 1934, les moines trappistes de Westmalle entament une action en justice contre cette appellation mais sans succès car ils formaient seulement un organisme sans but lucratif et ne pouvaient se référer au droit commercial.
En 1940, la brasserie De Drie Linden est détruite par les bombardements mais rapidement reconstruite par les enfants de Hendrik Verlinden décédé cette même année. Au début des années soixante, la bière Witkap existait en cinq versions : brune simple, brune double, blonde Stimulo double, triple Stimulo et Triple Abt. Après la mort de Reimond Verlinden en 1969, la brasserie n'est plus une entreprise familiale et elle cesse ses activités en 1979.
La Witkap Pater est alors brassée par la brasserie Slaghmuylder de Ninove qui devient propriétaire de la marque en février 1981. Toutefois, la dénomination bière trappiste est supprimée par obligation légale et remplacée par le terme plus général de bière d'abbaye, les bières trappistes devant être exclusivement brassées au sein même des abbayes trappistes.

## Variétés
Actuellement, la Witkap Pater se décline en quatre variétés :
- Witkap Pater Tripel, une bière blonde triple de fermentation haute titrant 7,5 % en volume d'alcool
- Witkap Pater Dubbel, une bière brune double de fermentation haute titrant 7 % en volume d'alcool
- Witkap Pater Stimulo, une bière blonde de fermentation haute titrant 6 % en volume d'alcool
- Witkap Pater Special, une bière ambrée de fermentation haute titrant 5,5 % en volume d'alcool créée en 2004